# Proctacanthus rodecki
Proctacanthus rodecki är en tvåvingeart som beskrevs av James 1933. Proctacanthus rodecki ingår i släktet Proctacanthus och familjen rovflugor. Inga underarter finns listade i Catalogue of Life.